# Відхилення (музика)
Відхилення в тональній системі — короткочасний перехід з головної тональності у побічну без закріплення в ній та поверненням в головну. Як правило, відхилення відбувається шляхом введення побічних тональних функцій (домінанти, рідше субдомінанти) до якого-небудь акорду, який у гармонічній логіці цілого трактується (і сприймається слухом) як місцева тоніка.
Відхилення важко відрізнити від модуляції при збільшенні формального масштабу розділу, що являє собою підсистему основного тонального ладу, особливо якщо в цій підсистемі тональні функції розгорнуті настільки ж широко і деталізовано, як і в основній тональності музичної п'єси.

## Приклад випадкового відхилення
Випадкове відхилення відбувається, коли мелодія, побудована на звуках власної тональності, супроводжується акомпанементом, що включає звуки однієї чи декількох інших тональностей: